# Митреум Большого цирка
Митреум Большого цирка (итал. Il Mitreo del Circo Massimo) — митреум в Риме, расположенный недалеко от Тибра, на части территории Большого цирка, прилегающей к границе Бычьего форума, под зданием на улице Виа дель Ара Массима ди Эрколе (Великого алтаря Геркулеса).

## История
Общественное кирпичное здание имперской эпохи с видом на Большой цирк было обнаружено и раскопано в 1931 году после строительных работ на складе костюмов и декораций Римского оперного театра. Первый этаж старинного здания довольно хорошо сохранился: пять параллельных прямоугольных комнат, сообщающихся друг с другом, и две большие лестницы со стороны, обращенной к цирку. 

Схематический план митреума

В III веке часть помещений здания были приспособлены под митреум. Главный вход, предположительно, находился на восточной стороне, в настоящее время доступ в митреум осуществляется через второстепенный вход. Из следующей комнаты можно было войти в святилище, spaeleum («пещеру»), с небольшой комнатой с нишей справа, своего рода ризницей (appatorium). В этой первой секции пол выложен кирпичами эпохи Диоклетиана.
В стене атриума две ниши с мраморными основаниями, где были найдены статуи Кавта и Кавтопата. За ними следуют четыре зала с местами для верующих. Пол был покрыт мрамором, частично сохранившимся. На задней стене главного зала полукруглая ниша, в которой должна была располагаться статуя Митры. Неизвестно, где размещался найденный барельеф, изображающий Митру, убивающего быка, в окружении Кавта, Кавтопата, Солнца, Луны и ворона, в левой части рельефа повторен образ Митры, несущго на плечах убитого быка. 